# Artinvestor
Artinvestor (Eigenschreibweise: ARTINVESTOR) war ein deutschsprachiges Kunstmarktmagazin, das von der Finanzen Verlag GmbH in München publiziert wurde. Im Juni 2014 wurde das Magazin eingestellt und ein Jahr später durch das Magazin Artcollector ersetzt.
Das Magazin erschien sechs Mal im Jahr.

## Geschichte
Das Magazin Artinvestor wurde auf Anregung von Edgar Quadt im November 2000 als Ressort der Finanzen Verlag GmbH, einer hundertprozentigen Tochter der Axel Springer AG, gegründet. Es sollte dem Verlag als weltweit erstes Fachblatt für Kunst und Investment eine hochwertige Leserschaft erschließen. Grundlage war das von Edgar Quadt und Lothar Pues seit 1998 entwickelte und 2002 im FinanzBuch Verlag erschienene Handbuch Artinvestor – Kunst und Investment.
Im Mai 2002 erfolgte ein Management-Buy-Out seitens des damaligen Chefredakteurs Edgar Quadt und des Marketingleiters Axel J. Zörkendöfer sowie die Gründung der artpartners GmbH, die das Magazin bis Ende 2011 publizierte. Neben dem Magazin Artinvestor wurde mit dem Geschäftspartner Franz Prinz von Auersperg 2004, 2006 und 2007 die Ausstellungsreihe Artseasons auf Mallorca und Kapstadt/Südafrika ins Leben gerufen. Sie war eine von Artinvestor kuratierte internationale Verkaufsausstellung zeitgenössischer Kunst in Zusammenarbeit mit einem lokalen Schirmherren. Daraus ging 2008 die St. Moritz Art Masters hervor, die bis heute im Engadin Ende August jeden Jahres stattfinden. Artinvestor ist Gründungspartner der St. Moritz Art Masters und hat die Veranstaltungsreihe zweimal operativ begleitet.
In München wurden ab 2005 regelmäßig Ausstellungen junger Künstler durch Artinvestor gefördert. In den Jahren 2007 und 2008 erschienen in Zusammenarbeit mit dem Luxuskonzern Richemont neben der deutschen Ausgabe englischsprachige Ausgaben von Artinvestor. 2008 gab Edgar Quadt zudem im FinanzBuch Verlag das zweite Handbuch Artinvestor – Wie man erfolgreich in Kunst investiert heraus.
Ende 2011 vergab die artpartners GmbH die Lizenz für die Print Marke Artinvestor an die Finanzen Verlag GmbH und verkaufte ihr operative Verlagsgeschäft. Anfang 2014 erschien Artinvestor erstmals als bi-linguales Magazin in Deutsch/Englisch.
Zum Juni 2014 wurde das Heft eingestellt. „Wir mussten feststellen, dass die mit Übernahme in den Finanzen Verlag verknüpften Wachstumshoffnungen bei Artinvestor nicht realisiert werden konnten. Bei dem Begriff Artinvestordenken viele Menschen seit der Finanzkrise leider viel zu häufig an gierige Profitjunkies und verwechseln Investoren mit Spekulanten. Das ist sowohl schade, als auch falsch, aber ein Phänomen, das wir akzeptieren müssen“, kommentierte Chefredakteurin Agnes D. Dabrowski die Einstellung von Artinvestor. Gleichwohl ist der Verlag davon überzeugt, dass die Kunst und der Kunstmarkt ein hinreichendes und wachsendes Interesse bei den Menschen finden. Aus diesem Grund launchte der Finanzen Verlag im Juni 2015 ein neues Heft, das sich nicht nur an Sammler und Investoren wendet, sondern an alle Kunstinteressierten. Artcollector berichtet auf 120 Seiten umfassend über alle Bereiche der Kunstszene.

## Inhalte
Artinvestor war in folgende Rubriken gegliedert:
Exploring

Die Rubrik hat den Anspruch, den Leser über die wichtigsten Nachrichten aus der Kunstwelt zu informieren, große Messen, Auktionen und Ausstellungen anzukündigen. Des Weiteren enthält sie Design- und Reisetipps sowie Interviews mit Persönlichkeiten aus den Bereichen Kunst, Mode, Technik und Luxus.
Collecting

In dieser Rubrik bereitet Artinvestor sämtliche Themen rund um das Sammeln auf, etwa wie das Kunstwerk am besten erhalten, gelagert, transportiert werden kann.
Creating

Hier werden Künstler, sowohl etablierte als auch Newcomer, vorgestellt
Investing

Hier erwarten den Leser konkrete Tipps zum Kauf von Kunstwerken, dem Einstieg in Kunstfonds oder dem Erwerb von Kunstaktien. Ein Marktcheck zu einem ausgewählten Künstler, dessen Preisentwicklung das Magazin mit Grafiken und Verkaufszahlen transparent machen will, vervollständigt diese Analyse-Rubrik.
Dealing

Diese Rubrik handelt vom Handeln. Der Leser erhält Einblick in die Mechanismen des Kunsthandels und den Ablauf von Auktionen. In den hier platzierten Rankings erfährt er außerdem, wer z. B. aktuell die besten Galeristen der Welt seien.

## Auflagenstatistik und Zielgruppe
Das Magazin erreichte nach Verlagsangabe mit einer Druckauflage von 34.000 Exemplaren hauptsächlich gebildete Frauen und Männer zwischen 30 und 55 Jahren, die über ein hohes Einkommen verfügen. Die Kernzielgruppe sind kunst-, finanz- und anlageinteressierte Führungskräfte und Selbstständige aus Wirtschaft, Politik und Kultur. Das Magazin war in Deutschland, Österreich, Schweiz, Luxemburg und Norditalien verbreitet und wurde über Zeitschriftenhandel, Abonnement, Buchhandel und Einzelbezug angeboten.